# Dorcopsis luctuosa
Dorcopsis luctuosa là một loài động vật có vú trong họ Macropodidae, bộ Hai răng cửa. Loài này được D'Albertis mô tả năm 1874.
Loài này được tìm thấy ở Tây Papua, Indonesia và Papua New Guinea. Đây là loài đặc hữu của khu vực phía nam và phía đông nam của đảo New Guinea, nơi loài này hiện diện ở độ cao lên đến 400 mét (1.300 ft). Môi trường sống của loài này là rừng nguyên sinh và thứ sinh nhiệt đới..
Con đực lớn hơn nhiều so với con cái. Con đực có trọng lượng lên đến 11,6 kg (26 lb) trong khi con cái đạt cân nặng đến 3,6 kg (8 lb). Chiều dài đầu và thân là 97 cm (38 in) ở con đực và 39 cm (15 in) ở con cái.

## Hình ảnh

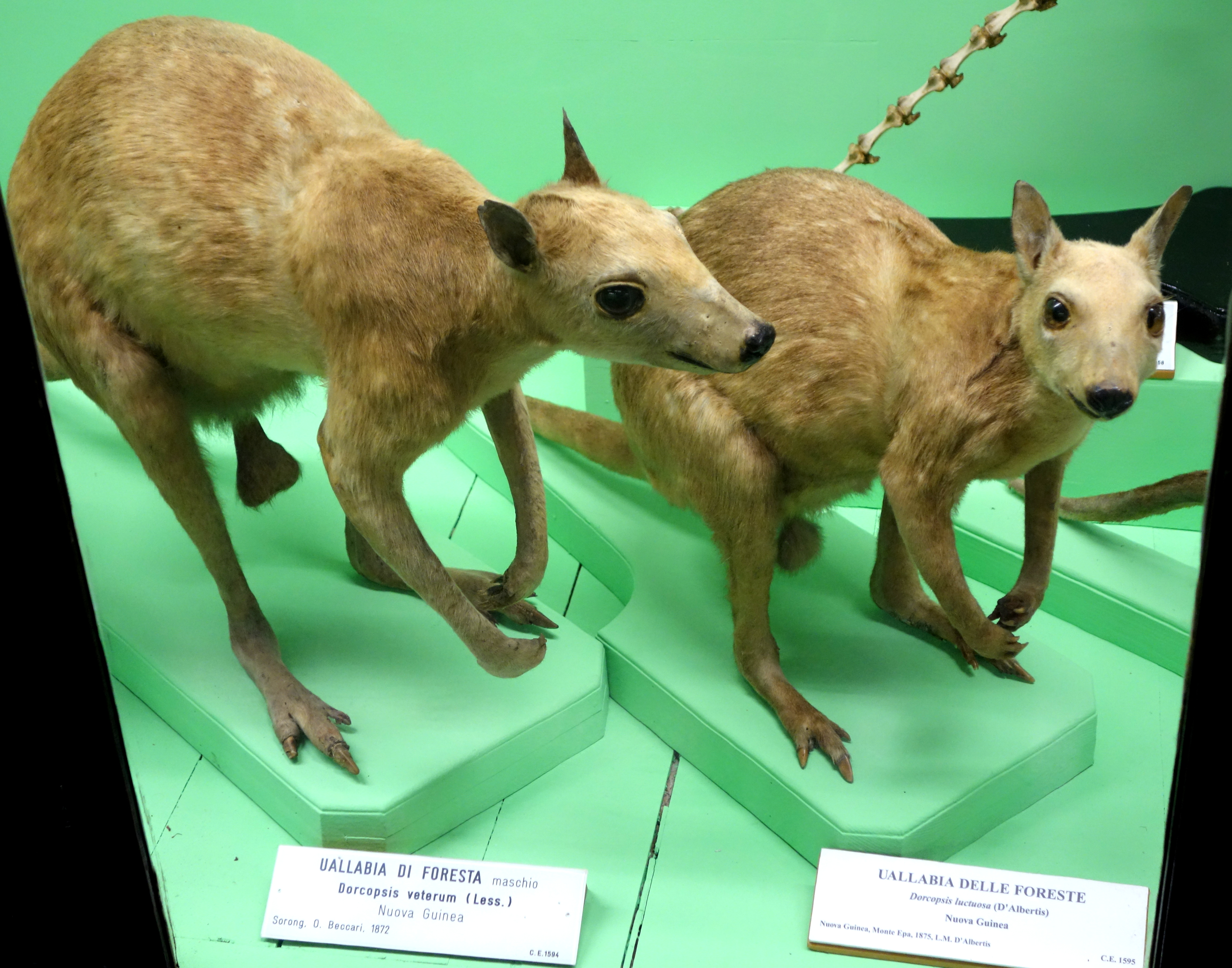
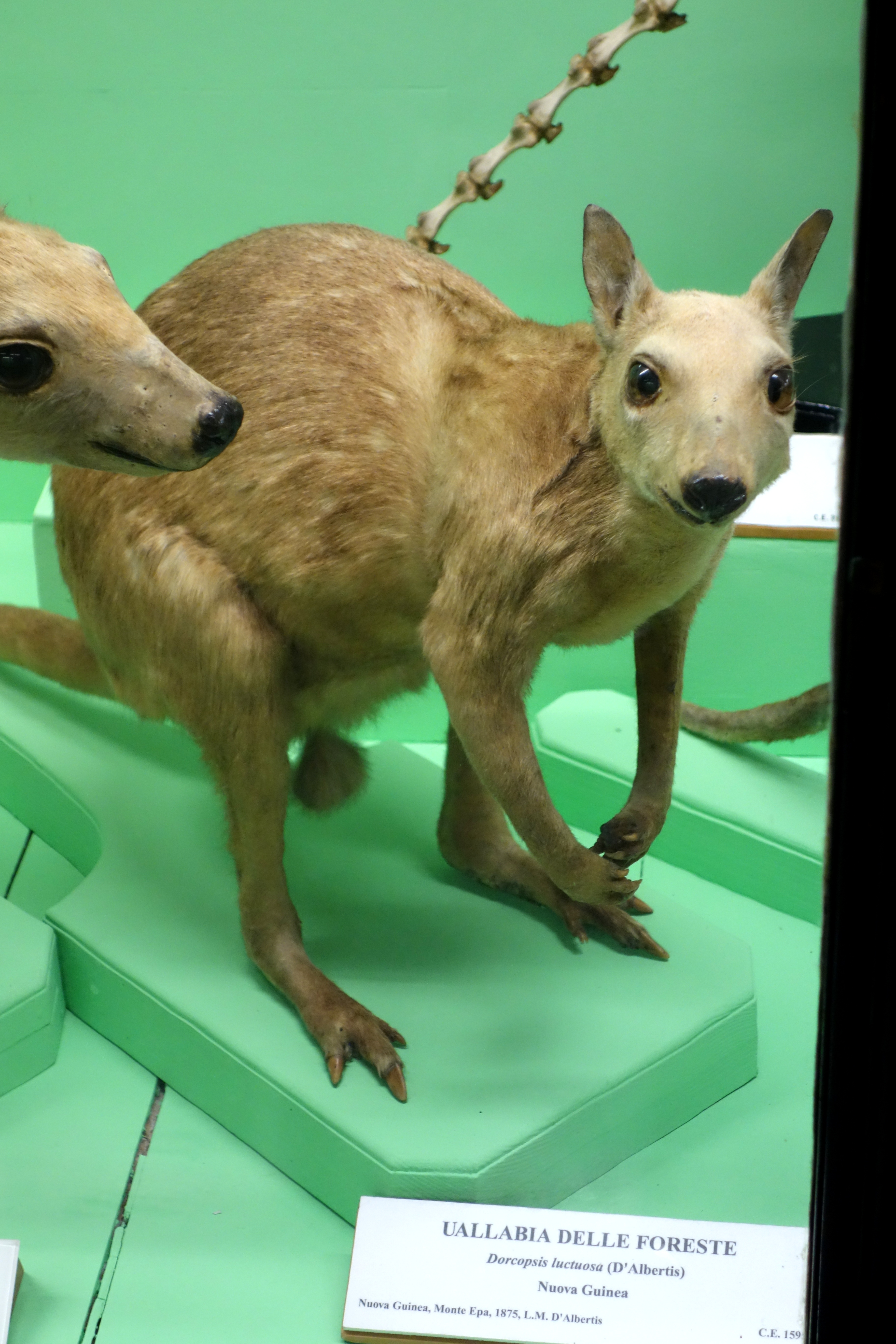